# Ara Celi
Ara Celi, pseudonimo di Araceli Valdez (El Paso, 31 maggio 1974), è un'attrice statunitense.

## Biografia
Ara Celi ha recitato nel film del 1997 Looking for Lola e ha interpretato il ruolo di Ampata Gutierrez nell'episodio La prescelta (Inca Mummy Girl) della seconda stagione di Buffy l'ammazzavampiri.
È inoltre apparsa nella serie Nip/Tuck, in American Beauty e in Go Fish.
Nel 2000 ha sposato Robert Godines, dal quale ha avuto due figli.

## Filmografia parziale

### Film
- Looking for Lola (1998)
- American Beauty, regia di Sam Mendes (1999)
- Dal tramonto all'alba 3 - La figlia del boia (From Dusk Till Dawn 3: The Hangman's Daughter), regia di P.J. Pesce (2000)
- Go Fish (2000)
- Una settimana da Dio (Bruce Almighty), regia di Tom Shadyac  (2003)
- Machete, regia di Robert Rodriguez (2010)

### Telefilm
- Bayside School - Un anno dopo (Saved by the Bell: The College Years) – serie TV, episodio 1x05 (1993)
- Nip/Tuck – serie TV, episodio 1x01 (1993)
- Due poliziotti a Palm Beach (Silk Stalkings) – serie TV, un episodio (1994)
- Renegade – serie TV, episodio 3x13 (1995)
- Buffy l'ammazzavampiri (Buffy the Vampire Slayer) – serie TV, episodio 2x04 (1997)
- La valle dei pini (All My Children) – soap opera, 12 episodi (1999)

## Doppiatrici italiane
- Angela Brusa in Nip/Tuck